# 小提琴協奏曲 (勛伯格)
小提琴协奏曲，作品36，是阿诺德·勋伯格創作的協奏曲。1933年，阿诺德·勋伯格從纳粹德国來到美國。这首曲子写于1936年。作品完成时，勋伯格住在洛杉矶的布伦特伍德，并刚刚接受了加利福尼亚大学洛杉矶分校的教职。小提琴協奏曲完成後他將作品獻給安东·韦伯恩。 